# هلنا (مونتانا)
هلنا (به انگلیسی: Helena) شهریمرکز ایالت مونتانا کشور ایالات متحده آمریکا است که جمعیت آن در سرشماری سال ۲۰۱۰ میلادی، ۲۸٬۱۹۰ نفر بوده‌است.

## جمعیت
شهر هلنا در سال ۲۰۰۸ حدود ۳۰٬۰۰۰ (سی هزار) نفر جمعیت داشته‌است. اما جمعیت آن با حومه به حدود هفتاد هزار نفر می‌رسد.

## موقعیت
این شهر در شهرستان لوئیس و کلارک در نیمه غربی ایالت مونتانا قرار دارد و مرکز این شهرستان نیز می‌باشد.